# گویش برنهلم
گویش برنهلم (دانمارکی: Bornholmsk) یک گویش دانمارکی شرقی است که در جزیره برنهلم در دریای بالتیک بدان سخن گفته می‌شود. این گویش در اصل بخشی از پیوستار گویشی دانمارکی شرقی بود که شامل گویش‌های جنوب سوئد نیز می‌شود، اما پس از ۱۶۵۸ که سوئد استان‌های شرقی اسکونه، هاللاند و بلکینگه را ضمیمه خاک خود کرد این گویش از دیگر گویش‌های دانمارکی منزوی شد.
این گویش بیش از اینکه نوشته شود سخن گفته می‌شود، علی‌رغم اینکه واژه‌نامه‌های برنهلمی-دانمارکی و روزنامه‌های به گویش برنهلم وجود دارند. حتی واژگانی که در دانمارکی معیار به کار برده نمی‌شوند نیز طبق املای معیار دانمارکی نوشته می‌شوند.
این گویش به علت اینکه ساکنان برنهلم بیشتر از دانمارکی معیار استفاده می‌کنند در خطر است.